# Egito nos Jogos Paralímpicos de Verão de 2012
O Egito foi participante dos Jogos Paralímpicos de Verão de 2012, que aconteceram em Londres, na Grã-Bretanha.

## Medalhistas
| Atleta          | Esporte              | Evento                   | Medalha |
| --------------- | -------------------- | ------------------------ | ------- |
| Sherif Othman   | Levantamento de peso | Até 56 kg masculino      | Ouro    |
| Hany Abdelhady  | Levantamento de peso | Até 90 kg masculino      | Ouro    |
| Mohamed Eldib   | Levantamento de peso | Até 100 kg masculino     | Ouro    |
| Fatma Omar      | Levantamento de peso | Até 56 kg feminino       | Ouro    |
| Mohamed Elelfat | Levantamento de peso | Até 75 kg masculino      | Prata   |
| Randa Mahmoud   | Levantamento de peso | Até 82.5 kg feminino     | Prata   |
| Heba Ahmed      | Levantamento de peso | Mais de 82.5 kg feminino | Prata   |
| Taha Abdelmagid | Levantamento de peso | Até 48 kg masculino      | Bronze  |
| Shaaban Ibrahim | Levantamento de peso | Até 67.5 kg masculino    | Bronze  |
| Metwaly Mathana | Levantamento de peso | Até 82.5 kg masculino    | Bronze  |
| Amal Mahmoud    | Levantamento de peso | Até 60 kg feminino       | Bronze  |

## Desempenho

### Levantamento de peso
Masculino
| Atletas         | Evento   | Resultado | Posição |
| --------------- | -------- | --------- | ------- |
| Taha Abdelmagid | -48 kg   | 165,0     |         |
| Sherif Othman   | -56 kg   | 197,0     |         |
| Shaaban Ibrahim | -67.5 kg | 202,0     |         |
| Mohamed Elelfat | -75 kg   | 219,0     |         |
| Metwaly Mathana | -82.5 kg | 227,0     |         |
| Hany Abdelhady  | -90 kg   | 241,0     |         |
| Mohamed Eldib   | -100 kg  | 249,0     |         |
| Mohamed Sabet   | +100 kg  | 225,0     | 6º      |

Feminino
| Atletas         | Evento   | Resultado | Posição |
| --------------- | -------- | --------- | ------- |
| Zeinab Oteify   | -44 kg   | 95,0      | 4º      |
| Gihan Abdelaziz | -52 kg   | 107,0     | 4º      |
| Fatma Omar      | -56 kg   | 142,0     |         |
| Amal Mahmoud    | -60 kg   | 118,0     |         |
| Amany Ali       | -75 kg   | 122,0     | 4º      |
| Randa Mahmoud   | -82.5 kg | 140,0     |         |
| Heba Ahmed      | +82.5 kg | 140,0     |         |